# Indústria Brasileira de Embalagens
A Indústria Brasileira de Embalagens, ou simplesmente Ibesa, foi uma empresa fundada em 1945, na cidade de São Paulo, pioneira na fabricação de refrigeradores a querosene da marca Gelomatic.

## História

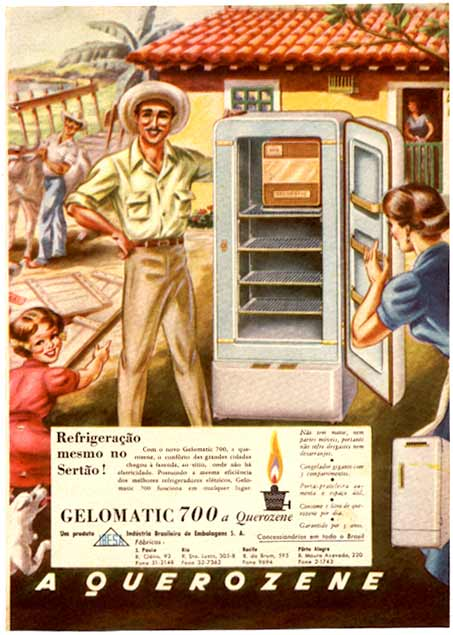
Propaganda da geladeira Gelomatic, veiculada em 1954.

A Ibesa surgiu em 1945 após a compra da fábrica alemã de tambores Mauser & Cia., que operava desde 1938. Desde então, produzia recipientes para gás GLP e tambores de aço. Devido a motivos políticos referentes a Segunda Guerra Mundial, o terreno onde ficava a antiga fábrica alemã foi embargado e leiloado. O galpão estava situado na Rua Clélia, 93, no bairro paulistano da Pompeia, onde hoje é o SESC Pompeia.
Em 1952, a empresa começa a fabricar refrigeradores a querosene, sob a marca Ibesa Gelomatic. A ideia principal era produzir geladeiras para utilização em áreas rurais, onde a eletricidade ainda não havia chegado. No entanto, acabaram sendo utilizadas também em muitos locais de São Paulo onde não tinha luz elétrica. O galpão da Pompeia produzia as carcaças das geladeiras e serviu como linha de montagem durante muitos anos.
Nessa época, a Ibesa tinha apenas dois pontos de venda de seus produtos: a Mesbla, situada na Rua 24 de Maio,141 e na Rádios Assumpção, na rua Líbero Badaró, 406.
Não demorou muito para que a Gelomatic fabricasse refrigeradores elétricos e frigobares, conhecidos como "Ibesinhas", além de expandir sua rede de pontos de vendas, conseguindo assim expandir seu mercado, chegando a serem exportadas para diversos países.
Em 1968, a Ibesa é comprada pelas Indústrias Pereira Lopes de São Carlos, que na época fabricavam os refrigeradores da marca Climax e era dona de um grande complexo que abrigava também a Companhia Brasileira de Tratores (CBT). Com essa absorção de marca, passa a se chamar "Pereira Lopes Ibesa Industria e Comércio". Mesmo com a compra da Ibesa, os refrigeradores Gelomatic continuaram a ser produzidos na fábrica de São Carlos, interior de São Paulo. Entretanto, os resultados não foram os melhores e a produção foi descontinuada em meados de 1975.
Em 1983, a empresa altera o nome para Climax Indústria e Comércio, após ter seu controle acionário passado a Refripar. Posteriormente foi absorvida pela Electrolux, que mantém até os dias atuais.

## Venda da fábrica e reforma para o Sesc Pompeia
Após a absorção da marca Ibesa pelas Indústrias Pereira Lopes, a linha de montagem da Pompeia foi desativada e leiloada em 1971, passando a ser propriedade do Estado. Em 1977, iniciam-se as obras para abrigar as instalações do Sesc Pompeia, inaugurado em 1982 e que continua aberto até hoje. A restauração do antigo galpão foi idealizada pela arquiteta italiana Lina Bo Bardi, que foi a responsável pelo projeto do MASP.